# Длинноклювый изумрудный попугай
Длинноклювый изумрудный попугай (лат. Enicognathus leptorhynchus) — птица семейства попугаевых.

## Внешний вид
Длина тела 40 см, хвоста 17 см. Окраска зелёная, с чёрным окаймлением на спине, горле и верхней части головы и с узкой полоской медно-красного цвета на лбу. Окологлазничное кольцо, уздечка, восковица и небольшие пятна на животе тоже медно-красного цвета. Клюв длинный и узкий, приспособленный к выкапыванию пищи из земли.

## Распространение
Обитает в Чили.

## Образ жизни
Живут стаями в горных лесах. Много времени проводят на земле в поисках пищи. Выкапывает из земли корневища, клубни растений и зёрна различных злаков. При этом пользуется не только клювом, но и крепкими, сильными ногами.

## Содержание
Очень крикливы и довольно трудно приручаются, поэтому редко содержатся в клетках. В неволе живут около 100 лет.